# Antonino Diana
Antonino Diana (1586 - 20 juillet 1663) était un théologien catholique versé dans la morale.

## Biographie
Diana était né dans une famille noble de Palerme, en Sicile. Il fut consulteur du Saint-Office du royaume de Sicile et examinateur des évêques sous Urbain VIII, Innocent X et Alexandre VII.
Diana est l'un des plus célèbres casuistes du XVIIe siècle, et a fortement contribué à propager le laxisme en Italie. Ses Resolutionum moralium (XII parties, échelonnées entre 1628 et 1656) contiennent 6 595 résolutions autour de près d'environ 20 000 cas de conscience. Son laxisme lui valut le sobriquet de "Agnus Dei qui tollit peccata mundi". Durement attaqué par Pascal dans Les Provinciales, notamment pour sa fameuse légitimation des duels, Diana lui-même prétendait qu’en règle générale entre deux opinions ses solutions suivaient la plus douce. Sur le frontispice de ses Resolutiones Morales la légende non ferro sed ligno entoure une croix. Il jouit d'une grande réputation en son temps mais Alphonse de Liguori estimait qu’il était allé trop loin dans la direction du laxisme. Il mourut à Rome en 1663.
Son grand traité a connu diverses formes abrégées, ainsi qu'une restructuration sou forme d'une Summa Diana par Antonio Cottone (Anvers, 1656) ainsi qu'un Coordinatus par Martino di Alcolea, ainsi que des défenses par le théatin espagnol Carlos de Morales (Diana Dogmaticus, Naples, 1697 ; Diana vindicatus, Madrid, 1697). Il suscita tout particulièrement l'opposition du théologien jésuite Miguel de Elizalde (dans son De recta doctrina morum, Fribourg 1684). Au XVIIIe siècle, le rigoriste dominicain Daniele Concina lui consacre de longs passages de sa Storia del probabilismo. Ami et correspondant de Juan Caramuel y Lobkowitz, ce dernier fait également de lui longs éloges (au prologue de sa Theologia fundamentalis, notamment), tous retranscrits par Concina (Ibid., p. 173-176).
Selon Bernard Quilliet, Diana offre « l’exemple peut-être extrême où probabilisme, casuistique et laxisme offrent d’incroyables ressources en solutions apaisantes et faciles ».